# Episodi de Il cliente
La prima e unica stagione della serie televisiva Il cliente è andata in onda negli Stati Uniti dal 17 settembre 1995 al 16 aprile 1996 sul canale CBS.
In Italia la serie è stata trasmessa nel 1997 su Rete 4.
| N° | Titolo originale          | Titolo italiano   | Prima TV USA      | Prima TV Italia |
| -- | ------------------------- | ----------------- | ----------------- | --------------- |
| 1  | Pilot                     | Episodio pilota   | 17 settembre 1995 | 1997            |
| 2  | A Perfect World           | Un mondo perfetto | 19 settembre 1995 | 1997            |
| 3  | Then That Has..           |                   | 26 settembre 1995 | 1997            |
| 4  | The Peach Orchard         |                   | 10 ottobre 1995   | 1997            |
| 5  | Drive, He Said            |                   | 17 ottobre 1995   | 1997            |
| 6  | The Burning of Atlanta    |                   | 24 ottobre 1995   | 1997            |
| 7  | Dear Harris               |                   | 31 ottobre 1995   | 1997            |
| 8  | The Prodical Father       |                   | 7 novembre 1995   | 1997            |
| 9  | Child's Play              |                   | 14 novembre 1995  | 1997            |
| 10 | Happily Ever After        |                   | 21 novembre 1995  | 1997            |
| 11 | The Way Things Never Were |                   | 19 dicembre 1995  | 1997            |
| 12 | Sympathy for the Devil    |                   | 9 gennaio 1996    | 1997            |
| 13 | Motherless Child          |                   | 11 gennaio 1996   | 1997            |
| 14 | Private Lives             |                   | 16 gennaio 1996   | 1997            |
| 15 | Winning                   |                   | 30 gennaio 1996   | 1997            |
| 16 | The Morning After         |                   | 6 febbraio 1996   | 1997            |
| 17 | Damn Yankees              |                   | 19 marzo 1996     | 1997            |
| 18 | The High Ground           |                   | 26 marzo 1996     | 1997            |
| 19 | Past Imperfect            |                   | 2 aprile 1996     | 1997            |
| 20 | The Good Samaritan        |                   | 9 aprile 1996     | 1997            |
| 21 | Money Talks               |                   | 16 aprile 1996    | 1997            |